# Erdal Kaya

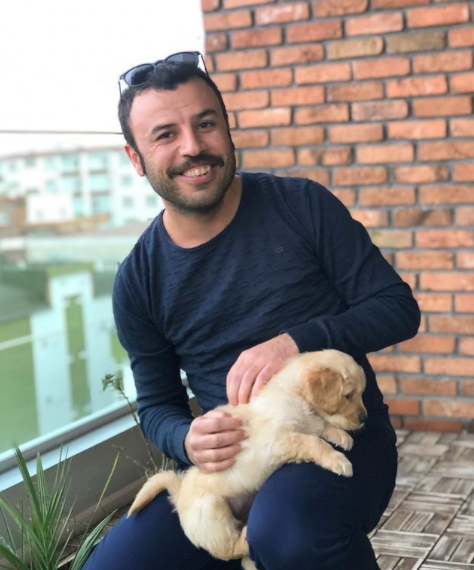
Erdal Kaya (2021)

Erdal Kaya (* 1. April 1987 in Batman) ist ein kurdischer Dramatiker, Schauspieler und Drehbuchautor türkischer Staatsangehörigkeit.

## Karriere
Erdal Kaya begann mit dem Amateurtheater in Batman. Er studierte türkische Sprache und Literatur an der Universität Afyon Kocatepe und trat im selben Jahr 2007 dem Stadttheater von Afyonkarahisar bei, wo er bis 2012 als Schauspieler tätig war. Später spielte er weiterhin am Städtischen Theater Batman. Mit anderen eröffnete er 2018 das Yenişahne Theater in Batman. Dort arbeitet er als Schauspieler und Regisseur.
Nach dem Aufkommen der COVID-19-Pandemie in der Türkei musste das Yenisahne Theater zwangsweise schließen. Das Ensemble machte stattdessen die Sendung Şildim Bildim, die jede Woche auf dem Fernsehsender Hestu ausgestrahlt wurde. Dadurch wurde Erdal Kaya bekannter. Seine Bekanntheit begann jedoch mit der Fernsehserie Îşev.

## Filmprojekte
- A.R.O.G. (Figuration) (2008)
- Bir Magandanın Son Üç Dakikası (Kurzfilm)
- İletişim Karmaşası (Kurzfilm)
- Z.A.R. (Kurzfilm)
- Beyaz Geceler (Kurzfilm)
- Haziriyek Bo Derengmayînê (Skriptassistent)
- Navnîşan (Kurzfilm)
- Demsala Nan (Film)

## Kurzfilm
- 2020: Îşev